# El Equipaje
El Equipaje es un personaje del arco argumental de Rincewind en la serie de novelas de ficción del Mundodisco del autor inglés Terry Pratchett.

## Descripción
El Equipaje es un baúl de madera de peral sabio que posee cientos de patitas con las que sigue a su dueño, allá donde este vaya. 
El peral sabio es la madera más mágica y poderosa que existe en el Disco, lo que la hace muy valiosa, sin embargo el hecho de ser uno de los elementos más escasos en ese planeta y que los árboles sean en extremo violentos y sanguinarios hace que resulte muy difícil obtenerla: se dice que si los magos más poderosos viajan, investigan y se someten a grandes peligros por décadas podrían quizás encontrar y obtener madera suficiente para fabricar un pequeño bastón, pero esto bastaría para incrementar dramáticamente sus poderes. Según menciona Rincewind, aunque alguien fuera capaz de llenar el Equipaje con ópalos hasta reventar, el cofre, por su madera, seguiría siendo más valioso que su contenido.
El origen del Equipaje es incierto, ya que Dosflores lo compró en una tienda mágica que desapareció una vez hecha la transacción. En el libro Tiempos interesantes se plantea que en el Imperio Ágata los perales sabios son más abundantes, por lo que los equipajes mágicos son comunes, siendo entonces muy posible que este sea su lugar de origen o, por lo menos, el de la madera con que fue creado.

## Personalidad
Decir que es violento es poco, ya que según todos, la definición que mejor le describe es la de un maníaco homicida (hay dos corrientes de pensamiento en este sentido, están los que consideran al Equipaje peligroso y los que lo consideran muy peligroso). Él mismo se define como un ser que no le pide mucho al universo, solo se conforma con algo de tranquilidad y la muerte más atroz para todas las formas de vida que existen. 
Al llegar a Ank-Morpork y conocer a Rincewind lo odió tal como ha hecho con todos los seres que ha conocido, pero cuando este pasó a ser su dueño lo aceptó pese a que en muchas ocasiones tienen choques y peleas. 
En una ocasión, intentó abandonar a Rincewind tras unos días viajando y sería entonces cuando comprendería que añoraba no solo el espacio sobre el ropero del mago donde dormía, sino que junto a él era el único lugar donde se había sentido cómodo y con un hogar.

## Habilidades
Sin embargo su naturaleza como equipaje mágico lo hace ciegamente leal a su amo, por ello lo seguirá sin descanso y lo alcanzará aún si debe atravesar dimensiones y espacios para hacerlo, lo cual no es un inconveniente ya que tiene el poder necesario para percibir su esencia y llegar hasta él donde sea. En palabras de Rincewind, «si te mueres, por lo menos no te faltará la ropa interior limpia en el otro mundo»: esta capacidad le ha sido de gran ayuda a Rincewind en más de una ocasión, ya que le ha protegido por junglas, guerras antiguas, el infierno, el génesis, el continente XXXX (que es por lo menos tan letal como todo lo anterior reunido) y fue quien le protegió cuando se quedó por voluntad propia encerrado en las dimensiones mazmorra para salvar el universo. Curiosamente, esta cualidad convive con su particular costumbre de extraviarse y estar lejos de su dueño en medio de los viajes, sin embargo según se menciona es una ley natural de la creación que los equipajes se extravíen, por lo que también es parte de su naturaleza.
Es capaz de devorar cualquier cosa, literalmente, aunque cuando su dueño lo abre sólo encuentra calcetines y mudas limpias con aroma a lavanda, o lo que sea que necesite al momento, ya que su interior es multidimensional, por lo que rara vez muestra lo mismo dos veces a menos que se lo pidan.
Otra capacidad que el Equipaje posee es la invulnerabilidad a toda magia y poder taumatúrgico existente, ya que la madera de peral sabio tiene esa peculiaridad sumado a una invulnerabilidad intrínseca que lo ha ayudado a enfrentar y derrotar a todo tipo de entidades.

## Historia
El Equipaje, en un principio, perteneció a Dosflores (el primer turista del Disco) que, al proceder del aislado Imperio Ágata, no sabía nada del mundo civilizado. Al comenzar su viaje compró el equipaje en una tienda misteriosa que después parecía no haber estado nunca allí. 
Mientras Dosflores viaja con Rincewind, una gran cantidad de los peligros que enfrentaron fueron neutralizados gracias al Equipaje. Tras enfrentar el incidente con la estrella roja y ayudar a nacer a los ocho nuevos mundodiscos, el equipaje se traga al Octavo, el libro que contenía los hechizos de la Creación, alejándolo así de los hombres y sus ambiciones. Rincewind comenta en Rechicero que tiempo después lo escupió.
En Rechicero acompaña inicialmente a Rincewind durante la guerra de los magos, pero el nexo místico y empático que lo une a su propietario hará que se enamore de Conina al contagiarse de los sentimientos del mago, pero al verse rechazado abandona el grupo y comienza a viajar solo. Pasado un tiempo recapacita comprendiendo que extraña al mago, por lo que de inmediato se dirige hacia él llegando justo a tiempo para acompañarlo y protegerlo cuando éste decide sacrificarse quedándose dentro de las Dimensiones Mazmorra para que el mundo pueda salvarse.
En Eric, cuando Rincewind regresa al plano mortal y comienza a viajar por el mundo por las diferentes épocas, el Equipaje lo sigue a pie. Llega el momento en que están en mayor peligro y "soluciona" la situación llevando a cabo una masacre.
En el libro Tiempos interesantes durante su estadía en el Imperio Ágata todos sus instintos le dijeron que ese era su lugar de origen y para un equipaje esto significa obtener la libertad y ya no tener un dueño, por lo que abandona a Rincewind. Allí conoce a otros equipajes e incluso pelea contra varios demostrando que incluso entre sus iguales es un sanguinario violento. Tras ayudar a una Equipaje hembra se volverán pareja y fabricarán cuatro hijos con madera de peral sabio. Sin embargo, cuando su amo es transportado fuera del reino decide ser leal a su misión y parte nuevamente a protegerlo.
En el Continente XXXX se dedica a buscar a Rincewind viajando con una caravana de artistas transformistas hasta encontrarlo y, tras ayudar al creador del continente a traer la lluvia, regresan a Ank-Morpork donde ambos vivirán una tranquila rutina hasta que Rincewind se ofrece contra su voluntad como parte de la tripulación de La Cometa, una nave que intentará evitar que La Horda Plateada destruya El Cori Celesti y con ello a todo el planeta.

## Creación del personaje
En el libro Rechicero Pratchett incluye una dedicatoria agradeciendo la inspiración para este personaje a una corpulenta señora norteamericana que vio años atrás en las calles de Bath. Allí explica que la dama tiraba de una enorme maleta que se desplazaba por medio de pequeñas ruedas traqueteando sobre el pavimento, dando la impresión que tenía vida propia y la seguía trotando, según sus propias palabras, "En aquel momento, nació el Equipaje".